# Claustra Alpium Iuliarum

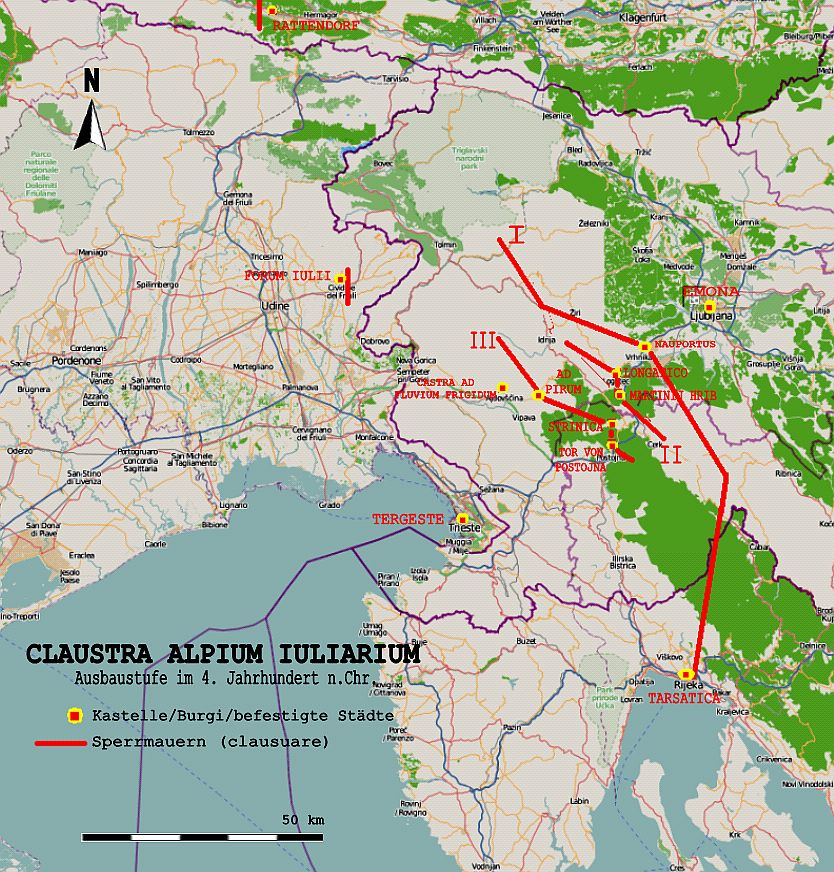

I Claustra Alpium Iuliarum erano un sistema di fortificazioni a protezione dei passi alpini orientali dell'Italia romana, costruiti dopo il 284 sotto l'imperatore romano, Diocleziano (o Costantino I), tra la Pannonia superiore e l'Italia (tra l'attuale Slovenia e Croazia). Era formata da un insieme di torri di avvistamento, valli, forti e fortini ausiliari che da Tarsatica (Fiume) raggiungeva Forum Iulii (Cividale del Friuli). Una serie di postazioni di questo sistema erano collocate lungo la via dell'Ambra, principale via di comunicazione che, attraversando la regione da ovest ad est, collegava l'importante città di Aquileia con la Pannonia attraverso Aemona Iulia (Lubiana). Tra queste: Castra [Fluvio Frigido] (Aidussina), Ad Pirum (Grusizza Piro, la fortificazione più imponente e centrale del sistema difensivo), Nauportus (Nauporto) e Longaticum (Longatico).

## Storia
Nel 271 un'importante invasione congiunta di Alemanni, Marcomanni e forse di alcune bande di Iutungi costrinse l'imperatore Aureliano ad accorrere in Italia, ora che questi popoli avevano già forzato i passi alpini. Raggiunta la Pianura padana a marce forzate percorrendo la via Postumia, fu inizialmente sconfitto dalla coalizione dei barbari presso Piacenza, a causa di un'imboscata. Nel prosieguo della campagna, i barbari però, per avidità di bottino, si divisero in numerose bande armate, sparpagliate nel territorio circostante. Aureliano riuscì a ribaltare le sorti della guerra. I barbari infatti avevano continuato a saccheggiare le città della costa adriatica come Pesaro e Fano.
Non molto distante da quest'ultima città, lungo la via Flaminia sulle sponde del fiume Metauro, l'imperatore riuscì a batterli una prima volta e poi una seconda volta, in modo risolutivo, sulla strada del ritorno nei pressi di Pavia. In seguito a quest'ultima invasione (fu forse al tempo di Diocleziano), si provvedette a sbarrare la strada a possibili e future invasioni, fortificando il corridoio che dalla Pannonia e dalla Dalmazia immette in Italia attraverso le Alpi Giulie: il cosiddetto Claustra Alpium Iuliarum.
Sembra però che il limes in questione non fosse già più attivo al tempo dell'invasione in Italia da parte di Alarico al principio del V secolo.
Probabilmente parte delle fortificazioni furono distrutte nel corso della battaglia del fiume Frigido (394).